# Tebenna pretiosana
Tebenna pretiosana là một loài bướm đêm thuộc họ Choreutidae. Loài này có ở Phần Lan, Estonia, Pháp, Tây Ban Nha, Ý (bao gồm Sardegna và Sicilia), Hy Lạp, Bosna và Hercegovina và Croatia.